# Шуани (Ножай-Юртовский район)
Шуани (чечен. Шоьна) — село в Ножай-Юртовском районе Чеченской Республики. Административный центр Шуанинского сельского поселения.

## География
Село расположено на хребте Кожалг-Дук, в 17 км к юго-западу от районного центра Ножай-Юрт и в 73 км к юго-востоку от города Грозный.
Ближайшие сёла: на севере — село Гансолчу, на северо-востоке — сёла Исай-Юрт и Турты-Хутор, на юго-востоке — сёла Саясан и Макси-Хутор, на юге — сёла Гордали и Бас-Гордали, на юго-западе — село Хашки-Мохк и на северо-западе — село Малые Шуани.

## История

### В древности
В ходе своих исследований М. Х. Ошаев в разное время обнаружил у села Шуани в разрушенных погребениях каменный желобчатый топорик, кремневые ретушированные наконечники стрел, ножевидные пластины и вкладыши для серпа, датируемые VI—V веками до нашей эры.

### XX век
В 1944 году после выселения чеченцев, и упразднения Чечено-Ингушской АССР, селение Шуани было переименовано в село Большая Шагада и заселено выходцами из соседнего Дагестана.
После восстановления Чечено-Ингушской АССР, в 1958 году населённому пункту было возвращено его прежнее название — Шуани, а выходцы из Дагестана переселены обратно.

## Население
| 1990 | 2002 | 2010 |
| ---- | ---- | ---- |
| 465  | ↘212 | ↘193 |

## Образование
- Шуанинская муниципальная основная общеобразовательная школа[11].